# Ludovico d’Este
Ludovico d’Este (ur. w 1538 w Arezzo, zm. 30 grudnia 1586 w Montegiordano) – włoski kardynał.

## Życiorys
Był synem hrabiego Herkulesa II d’Este (Ercole) i księżniczki Renaty Walezjuszki (Renée), córki Ludwika XII. 1 maja 1550 został wybrany biskupem Ferrary. 26 lutego 1561 został kreowany kardynałem diakonem. 2 czerwca otrzymał niższe święcenia i został administratorem diecezji Ferrary, a także otrzymał diakonię Ss. Nereo ed Achilleo. W 1563 zrezygnował z biskupstwa. Od 1572 był gubernatorem Tivoli. 23 lutego 1573 został mianowany kardynałem-protektorem monarchii francuskiej. W okresie od 2 listopada 1577 do 30 grudnia 1586 pełnił także rolę protodiakona.